# Vogtländisches Oberland
Vogtländisches Oberland – dawna gmina w Niemczech, w kraju związkowym Turyngia, w powiecie Greiz. Gmina powstała 1 lipca 1999. Dnia 31 grudnia 2012 została rozwiązana.

## Dzielnice
W skład gminy wchodziły następujące dzielnice:
- Arnsgrün wraz z Büna i Eubenberg
- Bernsgrün wraz z Schönbrunn i Frotschau
- Cossengrün
- Hohndorf wraz z Gablau, Leiningen, Tremnitz, Pansdorf, Landesgrenze i Steinermühle
- Pöllwitz wraz z Dobia i Wolfshain
- Schönbach.

Dzielnice Cossengrün, Hohndorf, Schönbach oraz Eubenberg z dzielnicy Arnsgrün zostały przyłączone do miasta Greiz, natomiast dzielnice Arnsgrün (bez Eubenberga), Bernsgrün i Pöllwitz zostały przyłączone do miasta Zeulenroda-Triebes.